# Dawn Olivieri

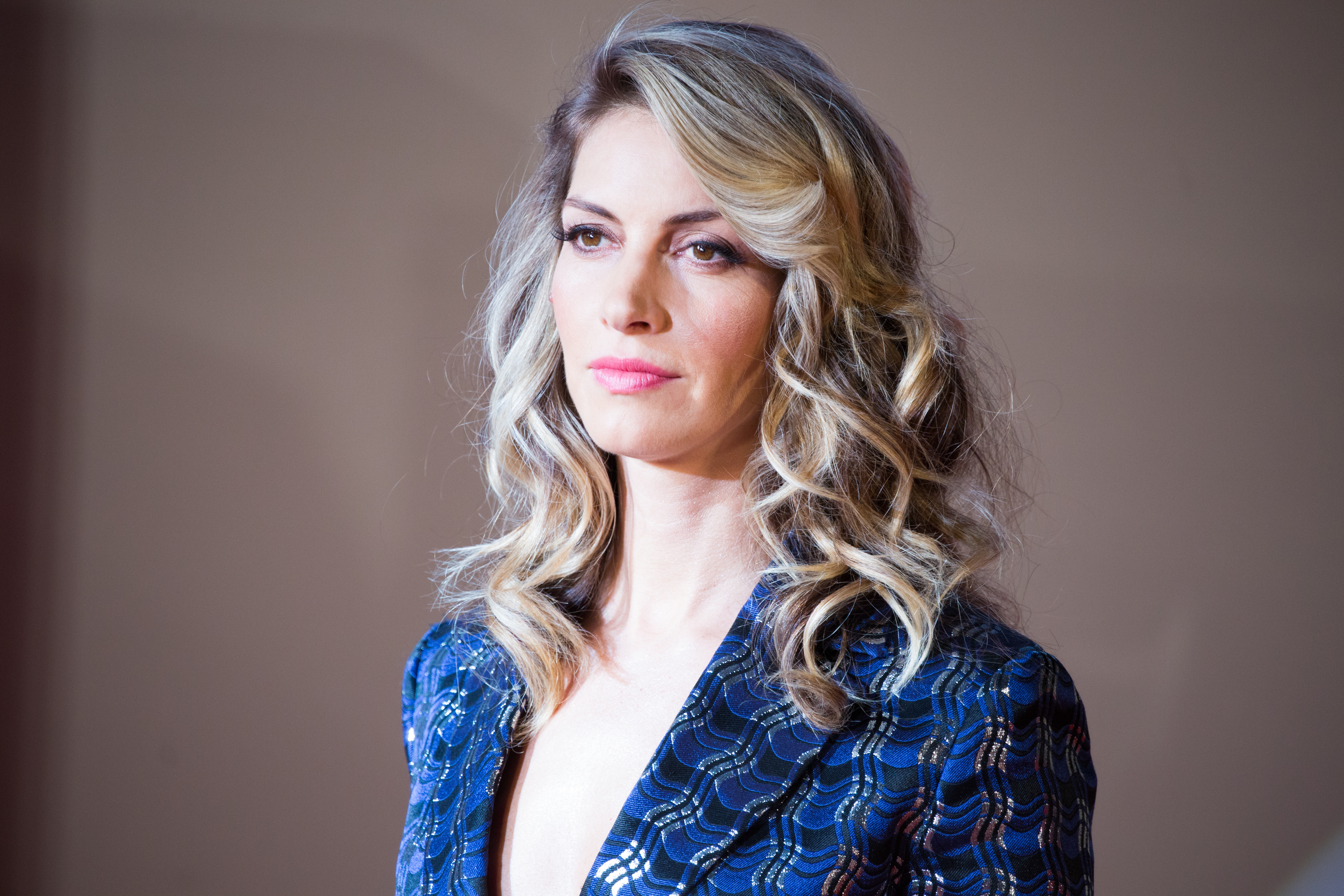
Dawn Olivieri bei der Premiere des Films Bright in Japan (2018)

Dawn Olivieri (* 8. Februar 1981 in Saint Petersburg, Florida) ist eine US-amerikanische Schauspielerin, die vor allem durch ihre Serienrollen bekannt geworden ist.

## Leben und Karriere
Dawn Olivieris erster Auftritt war 2004 in einer Folge der Reality-Sendung The Player. Seit 2005 ist sie hauptsächlich in Fernsehserien zu sehen, so trat sie in Einzelfolgen verschiedener Serien wie CSI: Den Tätern auf der Spur oder Veronica Mars auf. Ab 2009 war Olivieri in der vierten Staffel der Fernsehserie Heroes als Lydia zu sehen. Für die Zeichentrick-Serie Die Avengers – Die mächtigsten Helden der Welt sprach sie 2010 und 2012 in vier Folgen im englischen Originalton die Pepper Potts.
2011 hatte sie wiederkehrend die Rolle der Andie Star in der Fantasy-Serie Vampire Diaries inne. Von 2012 bis 2016 war Olivieri in der Showtime-Serie House of Lies in der Hauptrolle der Monica Talbot zu sehen.
In der Welt, die sich rund um Taylor Sheridans Dutton Ranch abspielt, hat Olivieri gleich zwei Rollen besetzt (einmal als Claire Dutton in 1883 und einmal als Sarah Atwood in Yellowstone).
Vereinzelt spielt sie auch in Filmen wie dem Fernsehfilm Hydra: The Lost Island oder dem mehrfach Oscar-nominierten Film American Hustle (2013), in dem sie eine kleinere Nebenrolle hatte.

## Filmografie (Auswahl)
- 2004: The Player (1 Folge)
- 2005: CSI: Den Tätern auf der Spur (CSI: Crime Scene Investigation, Folge 6x01)
- 2006: Las Vegas (Folge 3x15)
- 2006: Veronica Mars (Folge 2x15)
- 2006: Devil’s Den (Film)
- 2006, 2008: How I Met Your Mother (2 Folgen)
- 2008: Stargate Atlantis (Stargate: Atlantis, Folge 5x18)
- 2009: Hydra – The Lost Island (Hydra, Fernsehfilm)
- 2009: Cold Case – Kein Opfer ist je vergessen (Cold Case, Folge 7x02)
- 2009–2010: Heroes (16 Folgen)
- 2010: True Blood (Folge 3x04)
- 2010: Rules of Engagement (Folge 5x11)
- 2010–2012: Die Avengers – Die mächtigsten Helden der Welt (The Avengers: Earth’s Mightiest Heroes, 4 Folgen, Stimme)
- 2011: Californication (Folge 4x12)
- 2011: Vampire Diaries (The Vampire Diaries, 5 Folgen)
- 2012–2016: House of Lies (36 Folgen)
- 2013: Plush (Film)
- 2013: American Hustle (Film)
- 2014: Supremacy (Film)
- 2015: To Whom It May Concern (Film)
- 2015: The Last Witch Hunter (Film)
- 2016: Lucifer (Folgen 1x04–1x05)
- 2016: Secrets and Lies (Folgen 2x08–2x10)
- 2017: Rosewood (2 Folgen)
- 2017: A Change of Heart (Film)
- 2017: Bright (Film)
- 2018: Criminal Squad (Den of Thieves, Film)
- 2018: Traffik (Film)
- 2018: Darc (Film)
- 2018: SEAL Team (6 Folgen)
- 2020: The Secret of Karma (Film)
- 2021: The Hot Zone – Anthrax (The Hot Zone, Fernsehserie, 4 Folgen)
- 2021: 1883 (2 Folgen)
- 2022: Double Threat (Film)
- 2022/23 Yellowstone (10 Folgen)
- 2023: Navy CIS: Hawaiʻi (NCIS: Hawaiʻi, Folge 2x10)
- 2023: Young, Sexy & Dead (Film)
- 2024: Homestead (Film)
- 2024: Special Ops: Lioness (2 Folgen)